# Stierkampfwaffe
Die Stierkampfwaffen sind Waffen, die in Spanien für den traditionellen Stierkampf (Corrida de toros) benutzt werden. Sie dienen zum einen dem Treiben sowie dem Töten eines Stieres durch den Torero. Der Stierkampf ist eine alte, spanische Tradition, die von Tierschützern stark kritisiert wird.

## Beschreibung
- Der Estoque de tres canales,  auch die Espada (spanisch Espada de matar ‚Degen‘) ist der Degen, den der Matador beim Stierkampf  benutzt. Der Estoque des tres Canales hat eine flache, zweischneidige, flexible Klinge. Er ist etwa 90 cm lang. Die Klinge ist vom Heft zum Ort gleich breit. Der Ort ist spitz und scharf ausgearbeitet. Auf der Klinge ist ein dreifacher Hohlschliff ausgearbeitet, der auch der Namensgeber dieser Waffe ist. Das Heft ist einfach gestaltet. Das Parier ist sehr breit, rund und mit einem einfachen Handschutzbügel gearbeitet. Das Heft ist mit Holz belegt und zusammen mit dem Parier und dem Handschutzbügel mit rotem Stoff umwickelt. Der Knauf besteht aus Holz und ist rund. Im Gebrauch erscheint die Espada leicht gebogen. Die Klinge ist so gearbeitet, dass der Einstich einfacher durchzuführen ist als mit einer geraden Klinge. Beim Einstich wird versucht, das Herz oder die Hauptschlagader zu treffen; dafür gibt es zwei verschiedene Klingenformen.
- Der Estoque de descabello ist fast genauso konstruiert wie der Estoque de tres canales. Der Unterschied ist, dass der Ort verbreitert gearbeitet und mit einem Auflaufknebel ausgestattet ist. Dieser Auflaufknebel dient dazu, dass ein verwundetes Tier nicht näher an den Träger der Waffe herankommen kann. Diese Vorrichtung findet sich ebenfalls an europäischen Jagdwaffen wie dem Sauschwert und der Saufeder. Die Länge beträgt etwa 90 cm. Er wird nicht während des Kampfes benutzt, sondern dient dazu, dem Stier den Todesstoß zu versetzen.
- Der Rejón de castiga sin muescas oder Puntilla ist ein Dolch mit einer kurzen, breiten und starken, zweischneidigen Klinge. Der Ort ist breiter ausgeschmiedet als die übrige sehr kurze Klinge und ist spitz gearbeitet. Dieser Dolch wird dazu benutzt, um im Bedarfsfall dem Stier den Todesstoß (Genickstich) zu geben.
- Der Rejón de castigo con muescas ist eine Lanze, die mit scharfen, zweischneidigen Klingen und einer Art Widerhaken ausgerüstet ist. Die Klingen sind geschmiedet oder auch zum Austauschen (Wechselklingen). Er wird als Treib- und „Strafwaffe“ benutzt.
- Der Rejón de muerte ist ein zweischneidiger, kurzer Spieß. Der Ort ist spitz. Das Heft besteht aus Metall und ist einfach und ohne Umwicklungen aus der Klinge geschmiedet. Es wird für den Todesstoß benutzt.
- Die Pike ist eine Stangenwaffe mit einer kurzen runden, am Ort kegelförmigen Spitze. Diese Pike soll zu Lenken und Aufstacheln des Tieres dienen und nicht tief eindringen. Sie ist ebenfalls mit einem Auflaufknebel versehen.
- Die Banderillas sind kurze Spieße mit scharfen, spitzen Klingen mit Widerhaken. Sie bleiben beim Einstich in der Haut hängen und verbleiben am Tier. Die Schäfte sind mit bunten Stoffbändern verziert. Diese dienen zum Antreiben des Tieres.

Die Stierkampfwaffen sind keine Kampfwaffen und mit der gleichlautenden Bezeichnung für historische Kampfwaffen nicht zu verwechseln. Die Espada und der Estoque, die hier genannt wurden,  werden ausschließlich für den Stierkampf benutzt. Die Kriegswaffe wird in einem anderen Artikel beschrieben (Estoc).